# Frank Ntilikina
Frank Bryan Ntilikina (ur. 28 lipca 1998 w Ixelles) – francuski koszykarz, występujący na pozycji rozgrywającego, posiadający także belgijskie obywatelstwo, reprezentant Francji, od 2023 zawodnik Charlotte Hornets.
W 2014 roku wystąpił w meczu wschodzących gwiazd – Jordan Classic International.
16 września 2021 został zawodnikiem Dallas Mavericks. 5 sierpnia 2023 dołączył do Charlotte Hornets.

## Osiągnięcia
Stan na 17 września 2023, na podstawie, o ile nie zaznaczono inaczej.

### NBA
- Uczestnik Rising Stars Challenge (2018)

### Drużynowe
- Wicemistrz:
  - Eurocup (2016)
  - Francji (2016, 2017)
- Uczestnik rozgrywek Ligi Mistrzów (2016/17)

### Indywidualne
- Wschodząca gwiazda ligi francuskiej (2016, 2017)

### Reprezentacja
Seniorów
- Wicemistrz olimpijski (2020)[6]
- Brązowy medalista mistrzostw świata (2019)

Młodzieżowe
- Mistrz Europy:
  - U–18 (2016)
  - U–16 (2014)
- Uczestnik mistrzostw Europy U–18 (2015 – 6. miejsce, 2016)
- MVP Eurobasketu U-18 (2016)
- Zaliczony do I składu mistrzostw Europy U–18 (2016)